# 이주연 (2002년)
이주연(2002년 1월 23일 ~ )은 대한민국의 아역 모델·배우이다.

## 출연 작품

### 드라마
SBS
- 유리의 성(2008년) - 박슬기 역[1]
- 크리스마스에 눈이 올까요(2009년)

KBS1
- 거상 김만덕(2010년) - 명희 역
- 별도 달도 따줄게(2012년)- 서지나 역

KBS2
- 부자의 탄생(2010년) - 성나연 역

### 영화
- 주문진(2010년) - 어린 지니 역

### 뮤직비디오
- 김장훈 - 소나기(2008년)

## 수상 경력
- 2006년 OK캐쉬백 베이비페스티벌 은상
- 2007년 오션스카이 키즈모델 대상